# Белякіна Дар'я Василівна
Белякіна Дар'я Василівна (рос. Дарья Васильевна Белякина; нар. 16 листопада 1986) — російська плавчиня.
Учасниця Олімпійських Ігор 2008, 2012 років.